# Porcupine River
Porcupine River är ett vattendrag i Kanada.   Det ligger i provinsen British Columbia, i den västra delen av landet, 4 000 km väster om huvudstaden Ottawa.
Trakten runt Porcupine River består i huvudsak av gräsmarker. Trakten runt Porcupine River är nära nog obefolkad, med mindre än två invånare per kvadratkilometer.